# Одри, Кристофер
Кристофер Вер Одри (англ. Christopher Awdry; родился 2 июля 1940) — английский детский писатель. Наиболее известен своим вкладом в серию книг «Железная дорога» с участием паровозика Томаса, начатую его отцом Уилбертом Одри (1911—1997). Также выпустил детские книги, посвящённые железнодорожной тематике, а также научно-популярные статьи и книги о железных дорогах.

## Биография
Родился 2 июля 1940 года в Девизесе, Уилтшир, Англия. Семья переехала в Бирмингем, когда ему было 5 месяцев. Одри получил образование в колледже Уорксоп, государственной школе в Северном Ноттингемшире.

### Кристофер Одри и железнодорожный сериал
Кристофер Одри в некотором роде является автором о паровозике Томасе и его железной дороге, которое началось с истории, рассказанной ему его отцом во время приступа кори в 1943 году. Когда его отец вышел на пенсию в 1972 году, он сам написал несколько книг о Томасе. После этого книжный сериал стал называться «Томас и его друзья».
В 2006 году издательство «Egmont Books» решило переиздать всю серию в первоначальном виде. Все 14 книг Кристофера Одри были переизданы в начале августа 2007 года.
Одри написал для этой серии новую книгу под названием «Томас и Виктория», в которой основное внимание уделяется историям, связанным с движением за сохранение старых железных дорог. Эта книга была издана 3 сентября 2007 года.

## Другие книги
В 2001 году Одри написал шесть рассказов, вошедших в две книги о безопасности на железных дорогах, которые были разосланы во все начальные школы и библиотеки Британии.
Также была издана его серия из шести книг с изображением локомотивов миниатюрной паровой железной дороги Истборна, иллюстрации нарисовал художник Марк Вивиан-Джонс.

### Тома Железнодорожной серии
Книги 1-26 серии, написанные преподобным У. Одри, смени в разделе Список книг серии «Железнодорожные дороги».
- 27. Действительно полезные паровозы (1983)
- 28. Джеймс и дизельные локомотивы (1984)
- 29. Великие маленькие паровозики (1985)
- 30. Ещё о паровозике Томасе (1986)
- 31. Высокоскоростной паровоз Гордон (1987)
- 32. Тоби, «Грузовики и неприятности» (1988)
- 33. Томас и близнецы (1989)
- 34. Новый паровозик (1990)
- 35. Томас и большое железнодорожное шоу (1991)
- 36. Томас возвращается домой (1992)
- 37. Генри и экспресс (1993)
- 38. Лесной паровоз Уилберт (1994)
- 39. Томас и паровозы толстого инспектора (1995)
- 40. Новый паровозик (1996)
- 41. Томас и Виктория (2007)
- 42. Томас и его друзья (2011)

### Другие книги о Томасе
- Томас и пропавшая рождественская елка (1986)
- Томас и злой дизель (1987)
- Томас и ураган (1992)
- Содор: Читая между строк (2005)